# Ermengarde van Carcassonne
Ermengarde van Carcassonne (overleden: 1101) was twee keer burggravin van Carcassonne, Béziers en Agde. Ze was de kleindochter van Bernard I van La Marche.
Na de dood van haar broer Roger III barstte er een strijd om de opvolging los waarbij zij het eerste jaar, samen met haar zussen Garsenda en Adélaïde, burggravin was. In 1069 werd het graafschap, onder veel protest, verkocht aan het graafschap Barcelona. In 1082 werd Ermengarde uiteindelijk erkend als burggravin, samen met haar zoon Bernard Ato.
Ermengarde trouwde met Raymond Bernard Trencavel en samen werden zij de grondleggers van het Huis Trencavel en kregen samen één zoon:
- Bernard Ato IV